# Carolina Marín
Carolina María Marín Martín (Huelva, España, 15 de junio de 1993) es una jugadora española de bádminton que compite en la categoría individual, en la que llegó a alcanzar el número uno del ranking mundial de la BWF. Es comúnmente reconocida como la mejor jugadora europea y una de las mejores de la historia.
Ha sido campeona olímpica en Río de Janeiro 2016, tres veces campeona mundial, en los años 2014, 2015 y 2018, campeona en los Juegos Europeos de Cracovia 2023, y siete veces campeona de Europa, en 2014, 2016 2017, 2018, 2021, 2022 y 2024, siendo la jugadora más laureada de la competición.
Carolina es la única deportista no asiática que ha ganado un oro olímpico en bádminton.

## Trayectoria
Participó en dos Juegos Olímpicos de Verano, obteniendo una medalla de oro en Río de Janeiro 2016, en la prueba individual, y el decimoséptimo lugar en Londres 2012. No pudo defender el título en los Juegos Olímpicos de Tokio 2020 por culpa de una lesión en la rodilla izquierda.
Obtuvo cuatro medallas en el Campeonato Mundial de Bádminton entre los años 2014 y 2023, y siete medallas de oro en el Campeonato Europeo de Bádminton entre los años 2014 y 2024. En los Juegos Europeos de Cracovia 2023 consiguió una medalla de oro en la prueba individual.
Además, ganó siete Super Series Premier: dos veces el All England (2015 y 2024), el Abierto de Malasia (2015), dos veces el Abierto de la República Popular China (2018 y 2019) y dos veces el Abierto de Tailandia (ambos en 2020).
Estudió Fisioterapia en la Universidad Católica San Antonio de Murcia y el grado en Dietética y Nutrición en la Universidad Alfonso X el Sabio.
Fue galardonada con el Premio Nacional del Deporte Reina Sofía a la mejor deportista española del año 2014 y distinguida con la Medalla de Bronce de la Real Orden del Mérito Deportivo (2014) y la Medalla de Oro de la Real Orden del Mérito Deportivo (2016). En 2018 recibió la Medalla de Andalucía. Fue la ganadora del Premio Princesa de Asturias de los Deportes de 2024.
En 2016 el Palacio de Deportes de Huelva fue renombrado como «Palacio de Deportes Carolina Marín» en su honor.
En 2025 fue nombrada doctora honoris causa por la Universidad de Huelva.

## Palmarés internacional

### Individual
| Juegos Olímpicos   | Juegos Olímpicos           | Juegos Olímpicos | Juegos Olímpicos |
| Año                | Lugar                      | Medalla          | Categoría        |
| ------------------ | -------------------------- | ---------------- | ---------------- |
| 2016               | Río de Janeiro (Brasil)    | Medalla de oro   | Individual       |
| Campeonato Mundial |                            |                  |                  |
| Año                | Lugar                      | Medalla          | Categoría        |
| 2014               | Copenhague (Dinamarca)     | Medalla de oro   | Individual       |
| 2015               | Yakarta (Indonesia)        | Medalla de oro   | Individual       |
| 2018               | Nankín (China)             | Medalla de oro   | Individual       |
| 2023               | Copenhague (Dinamarca)     | Medalla de plata | Individual       |
| Juegos Europeos    |                            |                  |                  |
| Año                | Lugar                      | Medalla          | Prueba           |
| 2023               | Tarnów (Polonia)           | Medalla de oro   | Individual       |
| Campeonato Europeo |                            |                  |                  |
| Año                | Lugar                      | Medalla          | Categoría        |
| 2014               | Kazán (Rusia)              | Medalla de oro   | Individual       |
| 2016               | La Roche-sur-Yon (Francia) | Medalla de oro   | Individual       |
| 2017               | Kolding (Dinamarca)        | Medalla de oro   | Individual       |
| 2018               | Huelva (España)            | Medalla de oro   | Individual       |
| 2021               | Kiev (Ucrania)             | Medalla de oro   | Individual       |
| 2022               | Madrid (España)            | Medalla de oro   | Individual       |
| 2024               | Saarbrücken (Alemania)     | Medalla de oro   | Individual       |

### Por equipos
| Campeonato Europeo | Campeonato Europeo | Campeonato Europeo | Campeonato Europeo |
| Año                | Lugar              | Medalla            | Categoría          |
| ------------------ | ------------------ | ------------------ | ------------------ |
| 2016               | Kazán (Rusia)      | Medalla de bronce  | Equipos            |
| 2018               | Kazán (Rusia)      | Medalla de bronce  | Equipos            |
| 2024               | Lodz (Polonia)     | Medalla de plata   | Equipos            |

## Juegos Olímpicos, Campeonato Mundial, Juegos Europeos y Campeonato Europeo
Juegos Olímpicos (1-0)
Campeonato Mundial (3-1)
Juegos Europeos (1-0)
Campeonato Europeo (7-0)
| Clasificación | Año  | Torneo                 | Rival                 | Resultado           |
| ------------- | ---- | ---------------------- | --------------------- | ------------------- |
| Campeona      | 2014 | Campeonato Europeo     | Anna Thea Madsen      | 21–9, 14–21, 21–8   |
| Campeona      | 2014 | Campeonato Mundial     | Li Xuerui             | 17–21, 21–17, 21–18 |
| Campeona      | 2015 | Campeonato Mundial (2) | Saina Nehwal          | 21–16, 21–19        |
| Campeona      | 2016 | Campeonato Europeo (2) | Kirsty Gilmour        | 21–12, 21–18        |
| Campeona      | 2016 | Juegos Olímpicos       | Pusarla Sindhu        | 19–21, 21–12, 21–15 |
| Campeona      | 2017 | Campeonato Europeo (3) | Kirsty Gilmour        | 21–14, 21–12        |
| Campeona      | 2018 | Campeonato Europeo (4) | Yevguéniya Kosetskaya | 21–17, 21–7         |
| Campeona      | 2018 | Campeonato Mundial (3) | Pusarla Sindhu        | 21–19, 21–10        |
| Campeona      | 2021 | Campeonato Europeo (5) | Line Christophersen   | 21-13, 21-18        |
| Campeona      | 2022 | Campeonato Europeo (6) | Kirsty Gilmour        | 21-10, 21-12        |
| Campeona      | 2023 | Juegos Europeos        | Mia Blichfeldt        | 21-15, 21-14        |
| Subcampeona   | 2023 | Campeonato Mundial     | An Se-Young           | 21–12, 21–10        |
| Campeona      | 2024 | Campeonato Europeo (7) | Kirsty Gilmour        | 21-11, 21-18        |

## TorneosSuper Series FinalsySuper Series Premier
Torneo Super Series Finals / BWF World Tour Finals (0-2)
Torneo Super Series Premier / Super 1000 (7-2)
| Clasificación | Año       | Torneo                   | Rival           | Resultado           |
| ------------- | --------- | ------------------------ | --------------- | ------------------- |
| Campeona      | 2015      | All England              | Saina Nehwal    | 16–21, 21–14, 21–7  |
| Campeona      | 2015      | Abierto de Malasia       | Li Xuerui       | 19–21, 21–19, 21–17 |
| Subcampeona   | 2017      | Abierto de Malasia       | Tai Tzu-ying    | 25–23, 20–22, 13–21 |
| Campeona      | 2018      | Abierto de China         | Chen Yufei      | 21–18, 21–13        |
| Campeona      | 2019      | Abierto de China (2)     | Tai Tzu-ying    | 14–21, 21–17, 21–18 |
| Campeona      | 2020 (I)  | Abierto de Tailandia     | Tai Tzu-ying    | 21–9, 21–16         |
| Campeona      | 2020 (II) | Abierto de Tailandia (2) | Tai Tzu-ying    | 21–19, 21–17        |
| Subcampeona   | 2020      | BWF World Tour Finals    | Tai Tzu-ying    | 21–14, 8–21, 19–21  |
| Subcampeona   | 2023      | Abierto de Indonesia     | Chen Yufei      | 18–21, 19–21        |
| Subcampeona   | 2023      | BWF World Tour Finals    | Tai Tzu-ying    | 21–12, 14–21, 18–21 |
| Campeona      | 2024      | All England (2)          | Akane Yamaguchi | 26–24, 11–1, ret.   |

## Condecoraciones
| Distinción                                                                  | Año  |
| --------------------------------------------------------------------------- | ---- |
| Real Orden del Mérito Deportivo Medalla de Bronce                           | 2014 |
| Real Orden del Mérito Deportivo Medalla de Oro                              | 2016 |
| Galardón                                                                    | Año  |
| Premio Nacional del Deporte Reina Sofía «Mejor deportista española del año» | 2014 |
| Premio Princesa de Asturias de los Deportes                                 | 2024 |
| Doctora honoris causa por la UHU                                            | 2025 |